# Туризм в Португалии

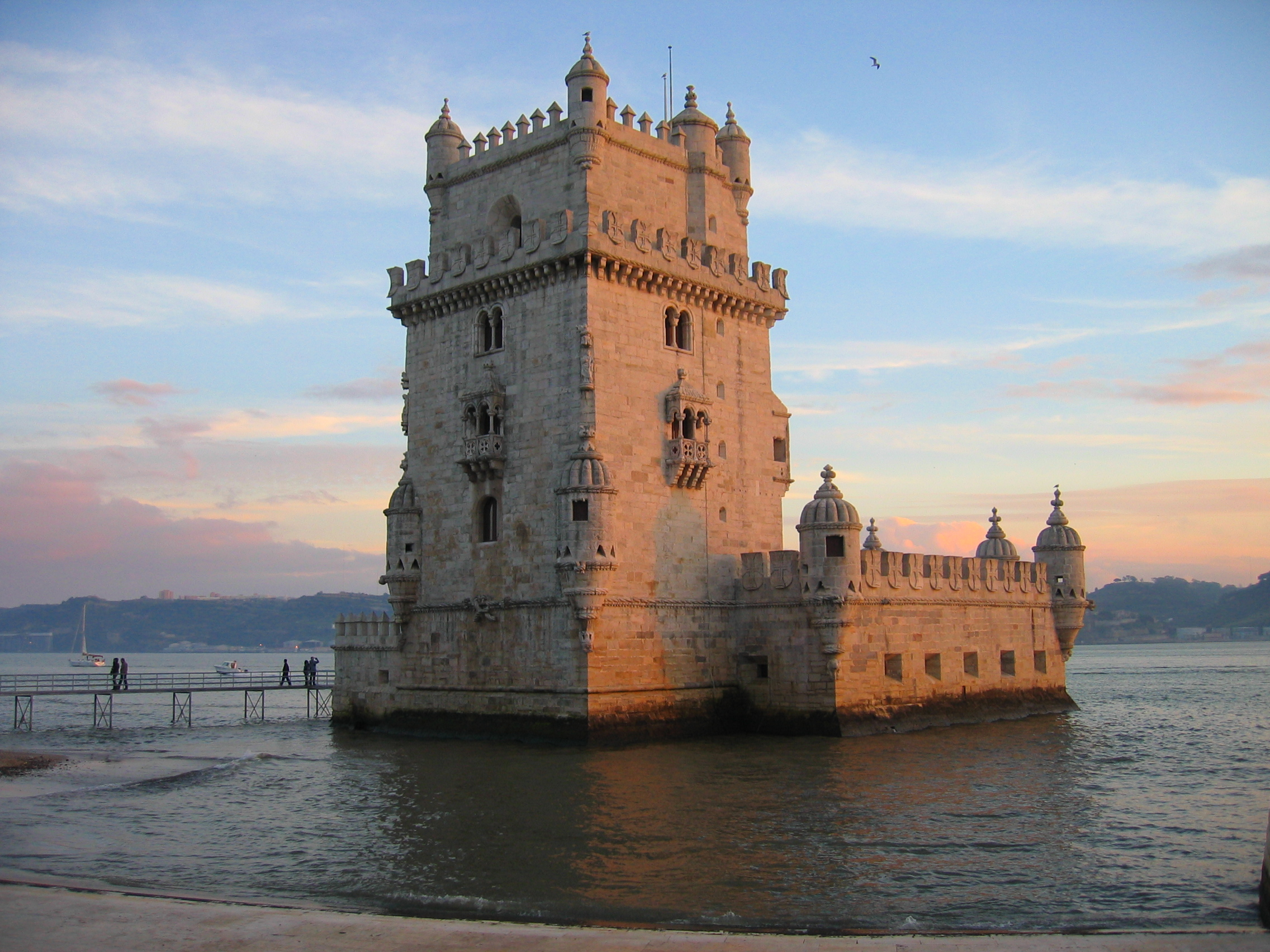
Башня Белен является одной из самых знаменитых достопримечательностей в Лиссабоне.

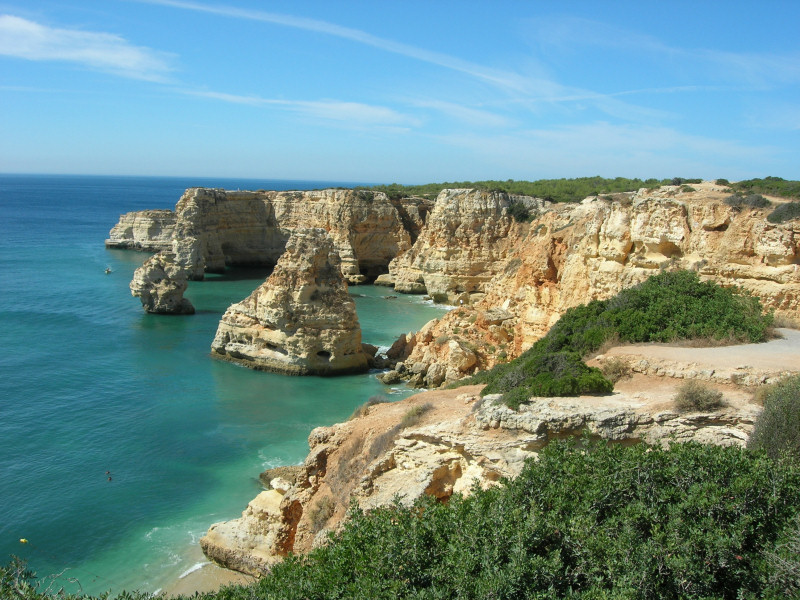
Алгарви — основная пляжная зона туризма в Португалии

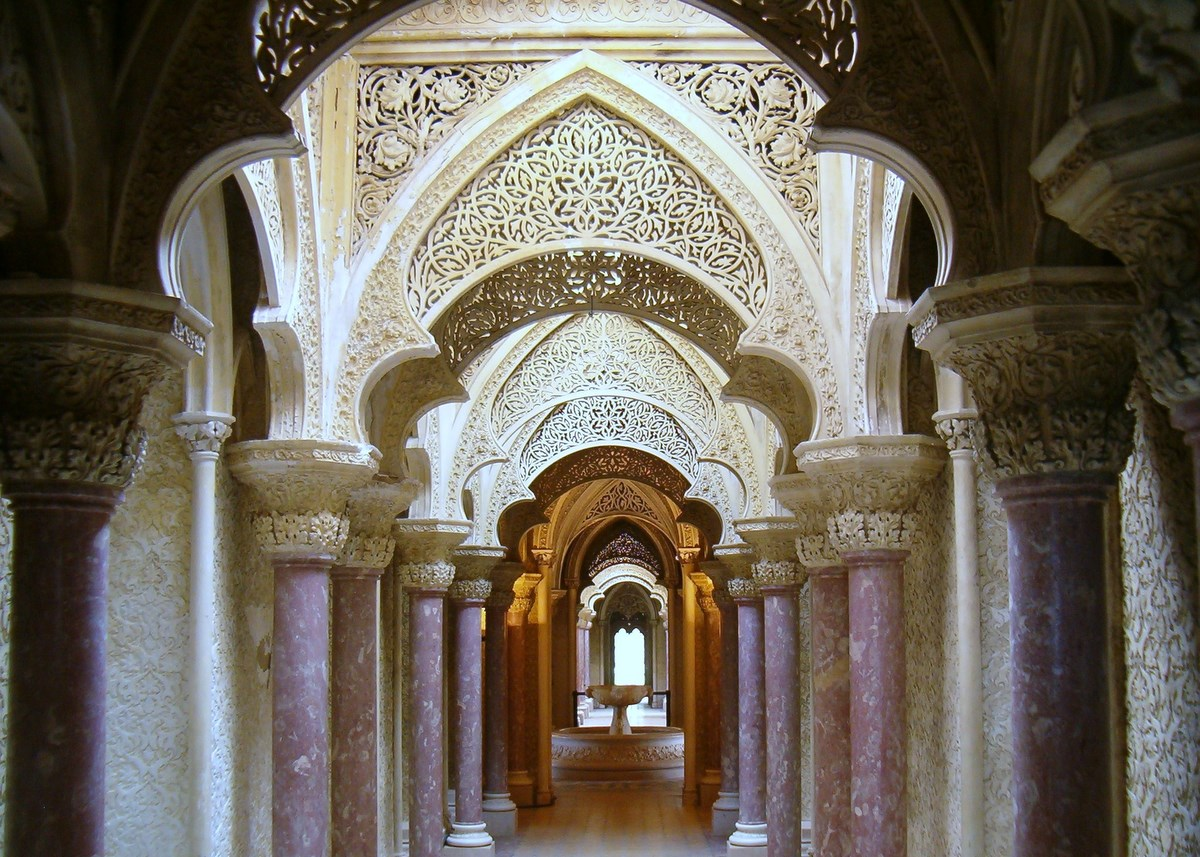
Monserrate Palace в Синтре, Большой Лиссабон

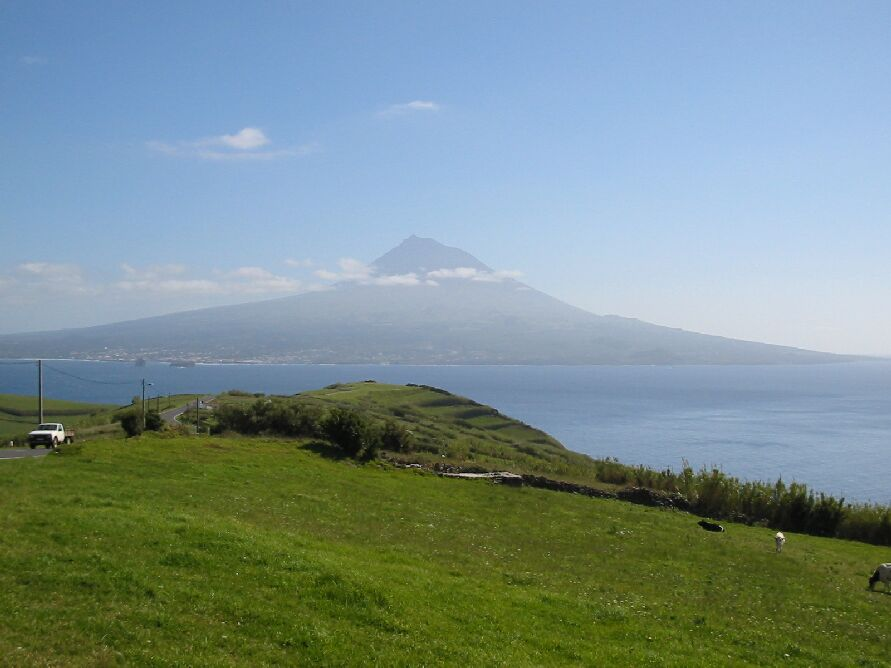
Пику — самая высокая гора в Португалии, винодельни на этой горе охраняются в качестве всемирного наследия.

Туризм в Португалии играет всё более важную роль в экономике страны. В 2006 году страну посетило 12,8 миллионов туристов, а в 2013 году Португалия была выбрана престижным журналом Condé Nast Traveller как лучшее место в мире для посещения. В качестве основных факторов привлекательности страны были названы пейзажи, национальная кухня и пляжи. В публикациях Conde Nast Traveler отмечен «особый шарм, который виден в традициях страны, города, которые сочетают современность с большим количеством исторических достопримечательностей, пейзажи и пляжи вкупе с прекрасной природой».
Издательство Lonely Planet в 2013 году также назвало Португалию лучшим из 10 мест отдыха в Европе.
В мае 2014 года туристический раздел сайт газеты USA Today выбрал Португалию лучшей страной в Европе для проведения праздников, отмечая «солнечные пляжи», «кухню» и «мощёные деревни под сенью средневековых замков», а также музыка фаду в Лиссабоне, вина Порту и «бирюзовые воды Алгарви».
По состоянию на 2014 год, в Португалии находится 15 объектов Всемирного наследия ЮНЕСКО, при этом 14 объектов включены в список по культурным критериям, причём 3 из них признаны шедеврами человеческого гения (критерий i), и 1 объект — по природным критериям (критерий ix). Кроме этого, 11 объектов на территории Португалии находятся в числе кандидатов на включение в список Всемирного наследия.

## Популярные туристические направления

### Континентальная Португалия

#### Большой Лиссабон
Лиссабон традиционно привлекает большинство туристов. 7 миллионов туристов отдыхали в городских отелях в 2006 году; их число выросло на 11,8 % по сравнению с предыдущим годом. Лиссабон в последние годы обошёл Алгарве в качестве ведущего туристического региона в Португалии. Costa de Lisboa — побережье столицы и её пригородов.

#### Большой Порту

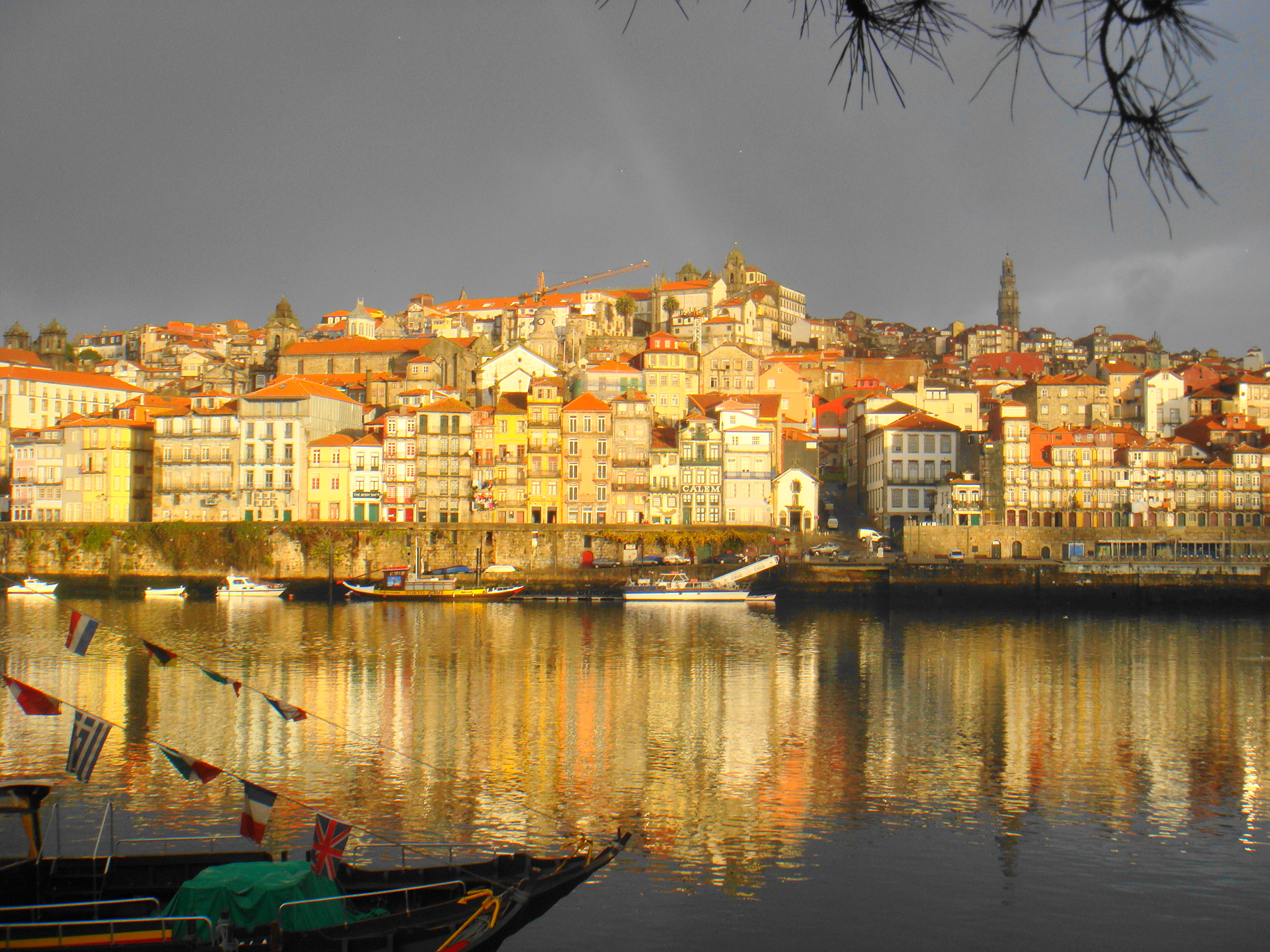
Порту и его пригород — восходящие звёзды туризма в Португалии

Порту и Северную Португалию, особенно в городских районах к северу от реки Дуэро, посетило большое количество туристов, которое возросло больше всего в 2006 году (на 11,9 %).

#### Северная Португалия
Porto, Norto и Алентежу.

#### Алгарве
Алгарве — южное побережье Португалии.
Другие известные регионы туризма в Португалии:
- Costa da Prata — Серебряный берег. Побережье центральной Португалии от Порту до Лиссабона.
- Montanhas — горные и внутренние районы северной и центральной Португалии: Серра-да-Эштрела и Trás-os-Montes.
- Planícies — плоская область в Алентежу на юге.

Португалия имеет и другие регионы для туризма: Douro Sul, Templários, Dão-Lafões, Costa do Sol, Costa Azul, Planície Dourada и др., большинство из которых до последнего времени были малоизвестны для туристов. В настоящее время правительство страны разрабатывает новые туристические направления, включая Дуэро, Порту-Санту и Алентежу.

### Островные регионы

#### Азорские острова
Состоят из трёх групп — Восточная группа (Сан-Мигел и Санта-Мария), Центральной (Фаял, Пику, Грасиоза, Сан-Жоржи и Терсейра) и Западной (Флориш и Корву).
Важнейшие города: Понта-Делгада, Ангра-ду-Эроишму, Орта, Сан-Роке-ду-Пику, Велаш, Вила-ду-Порту, Санта-Круш-да-Грасиоза, Санта-Круш-даш-Флореш, Вила-ду-Корву.
Отличаются субтропическим морским климатом.
- Средняя температура зимой 18—19 °C, летом 24—25 °C.
- Максимальное месячное количество осадков 110 мм. Годовое количество осадков увеличивается в западном направлении от 700 мм на Сан-Мигеле до 1600 мм на Флорише. С июня по сентябрь преобладает сухая и малооблачная погода. Температура воды в течение года колеблется от +17 до +23 °C. Погода может быть нестойкая.

Температура и количество осадков усреднены для всех Азорских островов.